# Decarynodes ankasoka
Decarynodes ankasoka là một loài bướm đêm trong họ Noctuidae.